# Wei Yuan

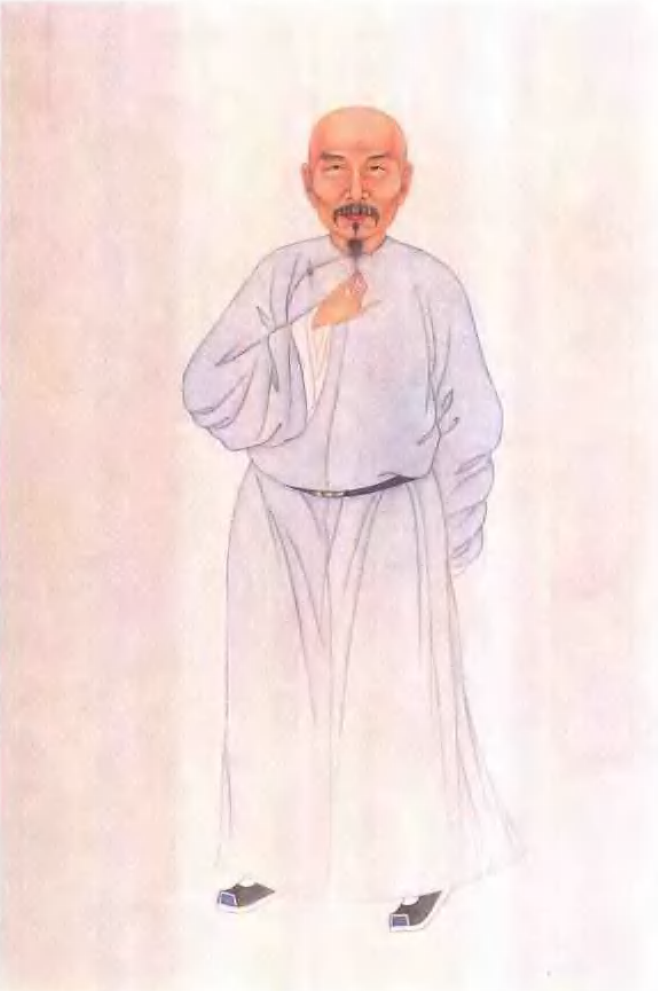
Wei Yuan

Wei Yuan (chinesisch 魏源, Pinyin Wèi Yuán, W.-G. Wei Yüan; * 23. April 1794; † 26. März 1857), Geburtsname Wei Yuanda (魏远达), Hofnamen: Moshen (默深) und Hanshi (汉士), war ein chinesischer Gelehrter aus Shaoyang (Hunan). 1831 zog er nach Yangzhou, wo er für den Rest seines Lebens blieb. Wei erlangte den Provinzgrad (juren) in der Kaiserlichen Beamtenprüfung und arbeitete anschließend in den Sekretariaten verschiedener prominenter Staatsmänner wie zum Beispiel Lin Zexu. Wei war stark mit der Krise, die China im frühen 19. Jahrhundert gewärtigte, beschäftigt, während er loyal zur Qing-Dynastie blieb. Er machte eine Anzahl Vorschläge zur Verbesserung der Reichsverwaltung.
Schon früh setzte sich Wei für die „Neue-Text-Schule“ (Englisch: New text school (今文經,  jīnwénjīng)) des Konfuzianismus ein und wurde ein lautstarkes(?) Mitglied (Englisch: vocal member) der „Schule für Staatskunst“, die für praktisches Lernen eintrat im Gegensatz zum angeblich öden Han-Lernen, das durch Gelehrte wie Dai Zhen (chinesisch 戴震, Pinyin Dài Zhèn, W.-G. Tai Chen, 19. Januar 1724 – 1. Juli 1777) vertreten wurde. Unter anderem sprach sich Wei für den Seetransport von Getreide in die Hauptstadt aus anstatt über den Kaiserkanal und trat für eine Stärkung der Grenzverteidigung des Qing-Reichs ein. Um die demografische Krise im chinesischen Stammland (Englisch: China proper, chinesisch 中国本土, Pinyin zhōngguó běntǔ) zu beheben, sprach sich Wei auch für eine Migration in großem Umfang von Han-Chinesen nach Xinjiang aus.
Später in seiner Karriere kümmerte er sich mehr und mehr um die Bedrohung durch die westlichen Mächte und See-(Küsten-)verteidigung. Er verfasste Eine Militärgeschichte der Qing-Dynastie (聖武記, Shèngwu Ji) und ein narratives Werk über den Ersten(?) Opiumkrieg (道光洋艘征撫記, Daoguang Yangsou Zhengfu Ji). Heutzutage ist er hauptsächlich wegen seines Werks Illustrierter Kurier über die überseeischen Länder (海國圖志, Haiguo Tuzhì) aus dem Jahre 1844 bekannt, das er mithilfe westlicher Materialien zusammentrug, das Lin Zexu während und nach dem Ersten Opiumkrieg gesammelt hatte.